# Jaco the Galactic Patrolman
Jaco the Galactic Patrolman (銀河パトロール ジャコ?, Ginga Patorōru Jako) è un manga shōnen scritto e disegnato da Akira Toriyama. È stato pubblicato a capitoli sulla rivista Weekly Shōnen Jump dal 29 luglio al 30 settembre 2013 e pubblicato in volume unico il 4 aprile 2014.
Il manga si caratterizza come un prequel/spin-off dell'opera ben più nota di Toriyama, Dragon Ball.

## Trama
La storia è ambientata prima degli avvenimenti di Dragon Ball Z. Jaco un poliziotto galattico membro della pattuglia galattica (una forza armata che difende la pace e l'equilibrio nella galassia) precipita sulla Terra in seguito ad uno scontro con la Luna, sulla Terra conosce lo scienziato Omori, che lo aiuta ad aggiustare la navicella, che tuttavia necessita di un materiale estremamente difficile da reperire. La vera missione di Jaco, tuttavia, è in realtà quella di salvare la terra da un terribile alieno

## Personaggi
Jaco (ジャコ?)
È un poliziotto galattico in missione sulla Terra per distruggere un pericoloso invasore alieno. È un alieno di bassa statura comparata a quella degli umani, ma ha una gran forza e possiede un senso di giustizia fuori dal comune.
Omori (大森?)
È un vecchio scienziato specializzato nel campo dello spazio tempo, che vive in solitudine sull'isola che anni prima fungeva da laboratorio.
Tights (小豆?)
È una giovane ragazza che aspira a diventare una scrittrice di romanzi di fantascienza. Si scoprirà essere la sorella maggiore di Bulma.

## Produzione
Jaco the Galactic Patrolman è stato creato da Toriyama a 13 anni di distanza dalla sua ultima serie Sand Land, pubblicata nel 2000. Il mangaka iniziò a lavorare a Jaco nel 2012 per pubblicarlo in contemporanea all'uscita nei cinema del film Dragon Ball Z: La battaglia degli dei, ma lavorare con sole due ore di sonno al giorno lo stancò eccessivamente, facendogli accumulare quattro mesi di ritardo.
Toriyama ha disegnato tutto al computer e per la prima volta ha separato la creazione dello storyboard da quella dei manoscritti. Prima di tutto realizzava uno storyboard da mandare al proprio editore per eventuali modifiche. Una volta approvato completamente lo storyboard, passava alla realizzazione del manoscritto che veniva eventualmente ridisegnato in caso di altre modifiche da fare. Prima di Jaco era solito usare il manoscritto come storyboard, in modo tale da dover disegnare ogni capitolo solo due volte invece di tre. Il suo editore finiva il lettering e talvolta Toriyama lasciava anche che altri disegnassero il logo della serie al posto suo. Toriyama, inoltre, ha affermato che probabilmente questo sarà l'ultimo manga che disegnerà da solo a causa dell'età.
Quando venne a sapere che Jaco sarebbe stato tradotto e pubblicato, simultaneamente all'uscita in Giappone, anche all'estero, l'autore ha dichiarato che i fan probabilmente si sarebbero aspettati una serie d'azione alla Dragon Ball, mentre Jaco è una serie molto più semplice e con una presenza di elementi della cultura giapponese che sono di difficile comprensione per gli occidentali. Toriyama ha inoltre descritto la serie come "una storia maldestra e divertente sull'amicizia" e ha aggiunto che Jaco the Galactic Patrolman è la sua storia preferita e Jaco il suo protagonista più amato tra tutte le sue creazioni.

## Media

### Manga
Jaco the Galactic Patrolman è stato pubblicato sulla rivista Weekly Shōnen Jump dal numero 33 fino al numero 44 del 2013 in 11 capitoli per festeggiare i 45 anni della rivista. Gli 11 capitoli sono poi stati raccolti in un unico volume e pubblicati in due versioni: una tankōbon ed una kanzenban. Entrambe le edizioni contengono anche una storia extra intitolata Dragon Ball Minus e riguardante la madre di Goku e la partenza di quest'ultimo dal pianeta Vegeta, mentre l'edizione kanzenban ha allegati una cartolina, un portachiavi ed una spilla di Jaco.
I capitoli sono stati anche tradotti contemporaneamente all'uscita su rivista dalla rivista digitale americana Weekly Shonen Jump della Viz Media, stessa casa editrice che pubblicherà anche il volume unico nel gennaio 2015. La serie, annunciata in Italia da Star Comics in occasione del Lucca Comics & Games 2014, è stata pubblicata sia in formato kanzenban sia in formato tankōbon con sovraccoperta il 2 maggio 2015.
| Nº | Titolo italiano Giapponese 「Kanji」 - Rōmaji | Data di prima pubblicazione                                                        | Data di prima pubblicazione                                                               |
| Nº | Titolo italiano Giapponese 「Kanji」 - Rōmaji | Giapponese                                                                         | Italiano                                                                                  |
| 1  | Jaco the Galactic Patrolman 「銀河パトロール ジャコ」 - Ginga Patorōru Jako | 4 aprile 2014 ISBN 978-4-08-870892-8 (tankōbon) ISBN 978-4-08-908204-1 (kanzenban) | 2 maggio 2015 ISBN 978-88-6920-312-1 (ed. regolare) ISBN 978-88-6920-180-6 (ed. limitata) |
| 1  | Capitoli - 1. Il poliziotto galattico verso la Terra (銀河パトロール地球へ?, Ginga Patorōru Chikyū e) - 2. La scoperta del poliziotto galattico (銀河パトロールの発見?, Ginga Patorōru no hakken) - 3. L'astronave del poliziotto galattico (銀河パトロールの宇宙船?, Ginga Patorōru no uchūsen) - 4. Il poliziotto galattico verso la capitale (銀河パトロール都に行く?, Ginga Patorōru miyako ni iku) - 5. La punizione del poliziotto galattico (銀河パトロールの制裁?, Ginga Patorōru no seisai) - 6. Il poliziotto galattico e Tights (銀河パトロールとタイツ?, Ginga Patorōru to Taitsu) - 7. Il fallimento del poliziotto galattico (銀河パトロールの失敗?, Ginga Patorōru no shippai) - 8. La commozione del poliziotto galattico (銀河パトロール感激?, Ginga Patorōru kangeki) - 9. La partenza del poliziotto galattico (銀河パトロール発進?, Ginga Patorōru hasshin) - 10. La gloria del poliziotto galattico (銀河パトロールの栄光?, Ginga Patorōru no eikō) - +1. Poliziotto galattico... Missione compiuta! (銀河パトロール任務完了?, Ginga Patorōru ninmu kanryō) - Extra. Dragon Ball - Il lancio del terribile bambino (DRAGON BALL －（マイナス）放たれた運命の子供?, Doragon Bōru − (Mainasu): hanatareta unmei no kodomo) |                                                                                    |                                                                                           |

### Altri media
I primi due capitoli di Jaco the Galactic Patrolman hanno ricevuto un adattamento vomic nel gennaio 2014 all'interno della serie televisiva Sakiyomi Jum-Bang!. Esso consiste nella trasmissione delle pagine del manga con le battute recitate in sottofondo da un cast di doppiatori. Inoltre il protagonista Jaco è presente nel film Dragon Ball Z: La resurrezione di 'F' e nella serie Dragon Ball Super. 
Il capitolo extra è stato riadattato nel film d'animazione Dragon Ball Super: Broly.
Compare anche nel videogioco Dragon Ball Heroes, in Dragon Ball Xenoverse e stato creato un DLC dal titolo Resurrection of F Pack che include Jaco come personaggio giocabile e in Dragon Ball Xenoverse 2 è stato reso giocabile gratuitamente.